# Hakibutz Hameuhad
Hakibutz Hameuhad sau Tenuát Hakibutz Hameuhád, pe scurt TAKAM (în ebraică:הקיבוץ המאוחד - însemnând „Kibuțul Unit”) a fost una din organizațiile pe țară în care s-au asociat kibuțurile din Palestina mandatară, iar apoi din Statul Israel. Platforma ei politică a fost socialistă sau social-democrată și sionistă. Ea a fost întemeiată la 5 august 1927 la o conferință la Givat Hashloshá, pe baza „Kibuțului Ein Harod național”  și a ființat până în anul 1980 când s-a unit cu „Ihud Hakibutzim vehakvutzot” (Uniunea de kibuțuri și kvuțot), formând „Hatnuá Hakibutzit Hameuhedet” (Mișcarea kibuțiană unită). În anii de dinaintea întemeierii Statului Israel, Hakibutz Hameuhad a jucat un rol însemnat în propășirea colectivității evreiești din Palestina, în procesul de înființare de așezări evreiești, integrarea noilor imigranți evrei și construirea forței de apărare a evreilor din Palestina. Mișcarea Hakibutz Hameuhad s-a afirmat ca mișcarea kibuțiană principală și a fost legată în special de partidul social democrat Ahdut Haavodá. 

## Fond istoric
Hakibutz Hameuhad a fost creat în Palestina de către pionieri sioniști socialiști evrei din al doilea și al treilea val de imigrație (a doua și a treia aliyá)  care de la începutul secolului al XX-lea au înființat în țara străbună  mai multe asociații cooperatiste agricole. În fruntea mișcării au stat oameni ca Itzhak Tabenkin și Shlomo Laví, membri ai cooperativelor de tip kvuțá Degania Alef și Kineret, care fuseseră înființate încă în timpul administrației otomane, înainte de Primul Război Mondial și în timpul acestuia.
În vara anului 1920 a luat ființă Gdud Haavodá (Batalionul Muncii), organizație a muncitorilor și mișcare de așezare agricolă care a cuprins așezări de tip kibuț precum Ein Harod, Tel Yosef, Kfar Ghiladi etc. Kibuțul Ein Harod a părăsit în 1923  această organizație, pentru a se dedica întăririi propriei gospodării, în vreme ce susținătorii ideii unei comune muncitorești la nivel național, rămași în Gdud Haavodá s-au stabilit la Tel Yosef.  În cele din urmă, sub conducerea lui Itzhak Tabenkin, și membrii kibuțului Ein Harod au găsit de cuviință să înființeze un cadru organizatoric pe țară - Kibuțul Ein Harod „la nivel național” (Kibutz Ein Harod artzí). Buletinul acestuia a fost revista Mibifnim (Dinăuntru)
Kibuțul Ein Harod „la nivel național” a primit în rândurile sale așa numita „Havurat Haemek” (Asociația Văii), care cuprindea asezările Balfouria și Ein Tivon (azi Kfar Yehezkel), de asemenea a integrat comune muncitorești urbane și din cadrul unor așezari rurale de tip moșavá, de asemenea kibuțurile Gesher (devenit ulterior Ashdot Yaacov), Yagur, Ayelet Hashar. În acea vreme comunele urbane erau numite „plugot” (companii), iar așezările erau numite „meshek”, la plural „meshakim” (gospodării)  pe cand organizația la nivel național a primit ea însăși numele de „kibuț” - Kibuțul Unit - Hakibutz Hameuhad, chiar dacă kibutz era și denumirea dată unor așezări individuale. Organizatia a continuat să crească, incluzând noi așezări, între care Givat Hashloshá, înființată de compania din Petah Tikva (Plugat Petah Tikva).
În ajunul înființarii organizației Hakibutz Hemeuhad în vara 1927, kibuțul Ein Harod „la nivel național” cuprindea cinci gospodării (meshakim)  și zece companii (plugot) urbane. 
In centrul acestei mișcări a stat kibuțul Ein Harod, care se considera avangarda mișcării muncitorești evreiești în Palestina și instrument principal de promovare a muncii evreiești în toate gospodăriile din țară („cucerirea muncii”)
Hakibutz Hameuhad și consiliul ei au luat ființă la o reuniune ținută la Givat Hashloshá la 5 august 1927

## Primii ani
La conferința organizației ținută la Petah Tikva s-au alăturat Kibutzului Meuhad grupul Netzah (Tineretul sionist cercetaș sau Hashomer Hatzair URSS) (fondatorii kibuțului Afikim de mai târziu), (care a refuzat să se alăture în Palestina mișcării mai de stânga „Hashomer Hatzair”)  asociația „Kibutzey Haaliya Volhin” (Volânia) (care s-a asociat kibuțului Givat Brenner) și organizația „Hakovesh” („Cuceritorul” - fondatorii kibuțului Ramat Hakovesh). La conferință a asistat Berl Katznelson din partea conducerii Histadrutului (Confederația Generală a Muncitorilor Evrei din Palestina, principalul sindicat evreiesc din țară), delegați ai mișcărilor de tineret „Hanoar Haoved” (Tineretul muncitor) și „Hatzofim Haovdim” (Cercetașii muncitori) care subscriau la idealul promovării așezării kibuțiene.
Toate grupurile din Hakibutz Hameuhad erau legate politic de partidul social-democrat sionist Ahdut Haavodá (Uniunea Muncii) 
Regulamentul mișcării stabilea că gospodăriile din cadrul organizației se bazau pe agricultură, industrie și meșteșuguri, tindeau, pe cât era posibil, să-și satisfacă singure propriile nevoi și ca se bucurau de autonomie financiară și administrativă, in limitele unui plan general al gospodăriilor. Organizația  avea, în schimb, autoritatea de a conduce sectorul brațelor de muncă, inclusiv cea de a transfera la nevoie pe unii membri dintr-o așezare într-alta. Fiecare așezare urma să crească și să se dezvolte, să primească noi membri în limitele capacității ei economice și sociale. Organizația Hashomer Hatzair URSS a primit dreptul la a-și păstra specificitatea si de a integra membri ai mișcării de tineret „Netzah” din străinătate.  
Hakibutz hameuhad  a cultivat legătura cu Mișcarea de pionieri sioniști Hehalutz din Europa. Emisari ai săi au ajutat la ucenicia în domeniul agricol (hakhshará) în taberele acestei mișcări. Hakibutz Hameuhad s-a afirmat ca mișcarea kibuțiană principală.
La câteva luni după revolta arabă din 1929, în decembrie 1929 , la conferința ținută în kibuțul Yagur, au aderat la Hakibutz Hameuhad și kibuțurile din Gdud Haavodá:Tel Yosef, Kfar Ghiladi si Ramat Rahel
În anii 1930 s-au alăturat organizației noi așezări ca Givat Haim, Naan, Beit Hashita, Kineret , Heftziba, Gvat, etc. 
În anul 1935 Hakibutz Hameuhad număra 4600 membri, aproximativ jumătate din toți kibuțnicii din acea vreme. 

## Hakibutz Hameuhad și partidele politice
Hakibutz Hameuhad a cunoscut mai multe metamorfoze pe plan politic. Initial a fost legat istoric de partidul Ahdut Haavodá.
Odata cu întemeierea în anul 1930 a Partidului MAPAI (Partidul Muncitorilor din Eretz Israel) prin unirea lui Ahdut Haavoda cu partidul Hapoel Hatzair, organizația  a păstrat relația specială cu noul partid MAPAI. În anul 1934 însă, Itzhak Tabenkin a exprimat opoziția față de conducătorii MAPAI, David Ben Gurion și Berl Katznelson în legătură cu acordul de conciliere dintre Ben Gurion și Zeev Jabotinski. După o încercare de îndepărtare a lui Tabenkin de la conducerea Hakibutz Hameuhad, acesta a adoptat o poziție prosovietică, care a dus în anul 1942 la scindarea partidului MAPAI.    
Mișcarea Ahdut Haavoda  a ieșit din Mapai. Cu toate acestea o parte din kibuțnicii din Hakibutz Hameuhad au rămas loiali partidului Mapai.  

## Sciziunea în anii 1950
Uniunea dintre Mișcarea Ahdut Haavoda-Poalei Tzion și Partidul muncitorilor Hashomer Hatzair în cadrul unui nou partid Mapam 
reprezenta o deviere marxistă de stânga, anti-occidentală și prosovietică, a majorității membrilor din Hakibutz Hameuhad și adus la ascuțirea conflictelor dintre diversele curente politice din kibuțuri. 
Disputa a ajuns la apogeu la începutul anilor 1950 și a dus la conflicte ascuțite în cadrul mișcării kibuțiene. Ea este cunoscută ca „Sciziunea din Hakibutz Hameuhad”. Ideologia Mapam-ului devenise de-a dreptul marxist-leninistă. Minoritatea destul de semnificativă de adepți ai Mapai-ului (aproape jumătate din membri și majoritară în multe kibuțuri) s-a opus orientării spre U.R.S.S. și comunism. Ea era consternată mai ales de îndoctrinarea în spirit comunist și prostalinist în grădinițe și școlile elementare.
S-a produs scindarea unor kibuțuri, însoțită de împărțirea resurselor. În unele kibuțuri o parte minoritară a membrilor a părăsit așezarea alăturându-se altor kibuțuri cu orientare moderată. În cele din urmă, majoritatea opozanților liniei Mapam-ului au abandonat cu totul Hakibutz Hameuhad, iar kibuțurile unde erau majoritari au creat un cadru temporar nou, numit Ihud Hakibutzim - Uniunea kibuțurilor. După câteva luni aceasta s-a unit cu „Hever Hakvutzot”, creând o mișcare kibuțiană alternativă - Ihud Hakvutzot vehakibutzim  (Uniunea kvuțot-urilor și a kibuțurilor).  
Paralel cu evenimentele din Uniunea Sovietică și lagărul comunist -inclusiv creșterea evidentă a represiunii arbitrare staliniste antisioniste și antisemite - în anul 1954 partidul Mapam s-a scindat, fiind abandonat de fracțiunea Ahdut Haavoda-Poalei Tzion. Odată cu aceasta, Mișcarea Hakibutz Hameuhad sub conducerea lui Itzhak Tabenkin s-a disociat de pozițiile staliniste. Fracțiunea marxistă din Mapam a dat naștere mișcării de kibuțuri numite Hakibutz Haartzi.
Abia în anul 1981, după ce partidele social-democrate au pierdut puterea în stat, s-au reunit cele două mari mișcări kibuțiene Hakibutz Hameuhad și Ihud Hakvutzot vehakibutzim într-o mișcare unică -Hatenuá Hakibutzit Hameuhèdet (Mișcarea unită a kibuțurilor HaTaKam). Dar kibuțurile care s-au scindat în 1951 nu s-au mai reunit niciodată. 

### Mișcarea de tineret
În anul 1951 Hakibutz Hameuhad a creat propria sa mișcare de tineret, „Hativat Bnei Hakibutz Hameuhad”.
Fondatorul ei a fost Dudu Appel din kibuțul Maoz Haim, alături de tineri kibuțnici precum Ada Yaguri si Azarya Alon.
Ceremonia întemeierii organizației a avut loc în octombrie 1951 lângă Maayan Harod. 
În anul 1953 Hativat Bnei Hakibutz Hameuhad a decis introducerea unui an de serviciu premilitar voluntar in care tinerii membri îndeplinesc misiuni utile în diverse domenii practice.  Ea a înființat în anul 1971 kibuțul Naaran din Valea Iordanului. Buletinul organziatiei de tineret este editat trimestrial și se numește „Yahdav” (Împreună)